# Dimensión efectiva
La dimensión efectiva es un concepto en análisis matemático que cuantifica el número mínimo de parámetros necesarios para representar la información esencial en espacios de alta dimensionalidad. Surge como respuesta a la maldición de la dimensionalidad, fenómeno donde el análisis de datos se vuelve computacionalmente inviable al aumentar exponencialmente el volumen del espacio muestral. Su estudio combina herramientas del análisis funcional, la teoría de la medida y la estadística multivariante.

## Historia
El término "dimensión efectiva" se popularizó en el contexto de los modelos de covarianza spiked introducidos por Johnstone (2001), donde solo un subconjunto de autovalores en matrices de datos captura la variabilidad significativa. Previamente, Richard Bellman había identificado problemas relacionados en programación dinámica (1957), sentando las bases para comprender los desafíos en espacios multidimensionales. En la década de 2010, investigadores como Gieco y Forzani desarrollaron tests estadísticos para estimar esta dimensión en escenarios donde el tamaño muestral y la dimensionalidad crecen simultáneamente.

## Conceptos clave

### Modelos de covarianza spiked
En estos modelos, la matriz de covarianza Σ de un conjunto de datos en ℝᵖ tiene autovalores λ₁ ≥ λ₂ ≥ ... ≥ λₚ, donde solo los primeros d autovalores (d ≪ p) son significativamente mayores que el resto, que se asumen constantes. La dimensión efectiva d corresponde al número de componentes "relevantes" que explican la estructura subyacente.

### Estimación mediante tests secuenciales
Métodos modernos utilizan el logaritmo del cociente de verosimilitudes para contrastar hipótesis sobre d. Cuando la relación p/n (dimensionalidad/tamaño muestral) tiende a una constante y > 0, se aplican correcciones asintóticas para evitar sobreestimaciones.

### Relación con la teoría de la medida
En espacios de Banach abstractos, la dimensión efectiva se vincula con la teoría de la medida a través de la noción de ε-nets: conjuntos mínimos que aproximan todo el espacio con precisión ε. Esto generaliza conceptos como la compacidad en dimensión infinita.

## Aplicaciones
- Aprendizaje automático: Reduce la complejidad de modelos predictivos en visión artificial y procesamiento de lenguaje natural[3].
- Procesamiento de señales: Identifica componentes espectrales dominantes en análisis de series temporales[1].
- Física computacional: Simplifica la simulación de sistemas cuánticos multicuerpo mediante truncamiento de espacios de Hilbert[2].

## Investigación actual
Áreas activas incluyen:
- Extensión a espacios de funciones no lineales mediante redes neuronales profundas[3].
- Desarrollo de algoritmos híbridos que combinan métodos espectrales con optimización estocástica.
- Estudio de la dimensionalidad efectiva en grafos aleatorios y datos estructurados.

Principales desafíos abiertos:
- Caracterización rigurosa en presencia de ruido heterocedástico.
- Adaptación a flujos de datos no estacionarios.
- Conexiones con la conjetura de Kashin en aproximación geométrica.